# Hervé Klopfenstein
Hervé Klopfenstein est un chef d'orchestre suisse né en 1957.

## Biographie
Hervé Klopfenstein mena ses études musicales à Nice, Lyon et Lausanne ; il les termina par l'obtention du premier prix de virtuosité de flûte. Il obtint également les prix de contrepoint-fugue et harmonie au conservatoire de Lyon.
Tout en exerçant professionnellement la flûte, que ce soit en récital, en soliste ou en tant que musicien d’orchestre (orchestre de la Suisse italienne, orchestre mondial des jeunesses musicales), il enseigne la théorie musicale jusqu’en 1987 dans les classes professionnelles du Conservatoire de Lausanne. Parallèlement il suit des cours de direction d’orchestre (Helmut Rilling à la Bachakademie de Stuttgart, René Klopfenstein, Pierre Dervaux à Paris) et de musicologie (Jacques Chailley et Pierrette Mari à la Sorbonne).[réf. nécessaire]
En 1982, il prend la direction de l'Orchestre symphonique lausannois qu'il développa et restructura pour l'amener au succès qu'on lui connaît aujourd'hui en tant qu'Orchestre symphonique et universitaire de Lausanne (OSUL).
De 1984 à 2002, il dirige la Landwehr de Fribourg avec laquelle il fit de nombreuses tournées en  Suisse et à l’étranger — Carnegie Hall, Opéra de Sydney, Teatro Colón de Buenos Aires, Opéra de Monte-Carlo, Tonhalle de Zurich.[réf. nécessaire]
De 1989 à novembre 2013, Hervé Klopfenstein prend la direction de l’Orchestre symphonique genevois (OSG). L'enregistrement d'un CD avec l'OSG (Schumann : Concerto pour piano, soliste : Christian Favre et Brahms : Double concerto pour violon et violoncelle, solistes : Gyula Stuller, violon et François Guye, violoncelle) lui permit d'être invité sur les ondes de France Musique pour y parler de son engagement artistique et pédagogique en Suisse romande. Il a également enseigné[Quand ?] la direction d’orchestre au Conservatoire de Lausanne (maintenant Haute École de musique de Lausanne), où il dirige les formations orchestrales en tant que chef titulaire.[réf. nécessaire]
Il a également régulièrement dirigé de prestigieux ensembles (Orchestre symphonique de Berlin, Orchestre symphonique de Prague, Orchestre symphonique des Abruzzes, de la Bohême du Nord, Orchestre de chambre de Lausanne, Orchestre international des jeunesses musicales, Orchestre symphonique de Bienne, Musikkollegium Winterthur, etc.)[réf. nécessaire]
De février 2010 à mars 2018, Hervé Klopfenstein est directeur général du Conservatoire de Lausanne et de la Haute École de Musique de Lausanne regroupant les sites de Sion, Fribourg et Lausanne (classique et Jazz au Flon).[réf. nécessaire]
Hervé Klopfenstein est lauréat du Prix culturel Leenaards 2003.